# Dubai Darts Masters
Das Dubai Darts Masters war ein Dartturnier, das von der PDC im Rahmen der World Series of Darts veranstaltet wurde. Erstmals austragen wurde der Wettbewerb 2013 und 2017 fand es letztmals statt. Austragungsort war das Dubai Tennis Centre. Gesponsert wurde das Event von Dubai Duty Free. 
Rekordsieger Michael van Gerwen, der die ersten drei Austragungen gewinnen konnte, wurde im Jahr 2017 von Gary Anderson im Finale mit 11:7 legs zum zweiten Mal in Folge besiegt.

## Format
An dem Turnier nahmen insgesamt die 8 Spieler teil, die auch für alle anderen World Series Events in diesem Kalenderjahr qualifiziert awren. Dies waren die 6 bestplatzierten Spielern der PDC Order of Merit sowie 2 Wildcard-Spieler.
Das Turnier wurde im K.-o.-System gespielt. In der 1. Runde war der Spielmodus best of 19 legs. Die Halbfinals und das Finale wurden im best of 21 legs-Modus gespielt.

## Preisgeld
Bei dem Turnier wurden insgesamt $ 245,000 an Preisgeldern ausgeschüttet. Das Preisgeld verteilt sich unter den Teilnehmern wie folgt:
| Position (Anzahl der Spieler) | Position (Anzahl der Spieler) | Preisgeld |
| ----------------------------- | ----------------------------- | --------- |
| Gewinner                      | (1)                           | $ 65,000  |
| Finalist                      | (1)                           | $ 40,000  |
| Halbfinalisten                | (2)                           | $ 30,000  |
| Viertelfinalisten             | (4)                           | $ 20,000  |
|                               |                               |           |
|                               |                               | $ 245,000 |

Da es sich um ein Einladungsturnier handelt, werden die erspielten Preisgelder bei der Berechnung der PDC Order of Merit nicht berücksichtigt. 

## Finalergebnisse
| Jahr | Austragungsort              | Sieger             | Ergebnis | Finalist              | Sponsor   | Preisgeld  | Preisgeld  |
| Jahr | Austragungsort              | Sieger             | Ergebnis | Finalist              | Sponsor   | Gesamt     | Sieger     |
| ---- | --------------------------- | ------------------ | -------- | --------------------- | --------- | ---------- | ---------- |
| 2013 | Dubai Tennis Stadium, Dubai | Michael van Gerwen | 11 : 7   | Raymond van Barneveld | Duty Free | 0$245.000  | 0$65.000   |
| 2014 | Dubai Tennis Stadium, Dubai | Michael van Gerwen | 11 : 7   | Peter Wright          | Duty Free | 0£125.000  | 0£30.000   |
| 2015 | Dubai Tennis Stadium, Dubai | Michael van Gerwen | 11 : 8   | Phil Taylor           | Duty Free | AED750.000 | AED220.000 |
| 2016 | Dubai Tennis Stadium, Dubai | Gary Anderson      | 11 : 9   | Michael van Gerwen    | Duty Free | AED750.000 | AED220.000 |
| 2017 | Dubai Tennis Stadium, Dubai | Gary Anderson      | 11 : 7   | Michael van Gerwen    | Duty Free | 0£50.000   | 0£20.000   |